# Stylaster californicus
Stylaster californicus è un idrozoo della famiglia Stylasteridae.

## Habitat e distribuzione
Oceano Pacifico orientale.